# Sigrid
Sigry es un nombre propio femenino de origen escandinavo. Proviene de la palabra Sigríðr que en el idioma nórdico antiguo significa «victoria» y «sabiduría» . Diminutivos comunes o derivaciones comunes de este nombre son: Siri, Siggy, Sigga, Sig, Sigi, Siggian, Siririgrid y Sickan.

## Personajes célebres
- Sigrid, cantante noruega
- Sigrid de Suecia, princesa sueca
- Sigrid Alegría, actriz chilena
- Sigrid Agren, modelo
- Sigrid Bazán, politóloga peruana
- Sigrid Christiansen, escritora musical estadounidense
- Sigrid D. Peyerimhoff, química alemana
- Sigrid Eskilsdotter (Banér), noble sueca
- Sigrid Fick, tenista sueca
- Sigrid Fry-Revere, bioética alemana
- Sigrid Gurie, actriz estadounidense
- Sigrid la Altiva, reina escandinava (autenticidad histórica discutida)
- Sigrid Hjertén, pintora sueca
- Sigrid Holmquist, actriz sueca
- Sigrid Holmwood, artista británica
- Sigrid Hunke, autora alemana
- Sigrid Kaag, diplomática holandesa
- Sigrid Kirchmann, saltadora austríaca
- Sigrid Lidströmer, novelista sueca
- Sigrid Nunez, novelista estadounidense
- Sigrid Schultz, corresponsal de guerra estadounidense
- Sigrid Sparre, dama de compañía sueca
- Sigrid Sture, gobernadora sueca
- Sigrid Thornton, actriz australiana
- Sigrid Undset, novelista noruega
- Sigrid Valdis, actriz estadounidense
- Sigrid Wille, esquiadora alemana
- Sigrid Wolf, esquiadora austríaca
- Sigrid Catherine, química mexicana